# Mesagerul zilei de pe urmă
Mesagerul zilei de pe urmă (titlu original: The Empty Man, cu sensul de Omul gol) este un film americano-sudafricano-franțuzesc de groază thriller din 2020 regizat de David Prior (debut regizoral) bazat pe romanul grafic cu același nume al lui Cullen Bunn și Vanesa R. Del Rey și publicat de Boom! Studios. Rolurile principale au fost interpretate de actorii James Badge Dale, Marin Ireland, Stephen Root, Ron Canada, Robert Aramayo și Joel Courtney. Urmărește un fost polițist care, în urma unei investigații asupra unei fete dispărute, descoperă un cult secret.
Filmat inițial în august 2017 ca o coproducție internațională între Statele Unite, Africa de Sud și Franța, filmul a primit scoruri slabe la proiecțiile de testare, iar distribuitorul 20th Century Fox și-a pierdut încrederea în perspectivele sale comerciale. Produsul final, lansat în cinematografe în Statele Unite la 23 octombrie 2020, a fost considerat încă o versiune nefinisată de către Prior. Filmul a avut inițial recenzii negative din partea criticilor și a publicului în momentul lansării sale. De asemenea, a avut încasări sub 5 milioane de dolari americani la nivel mondial, la un buget de 16 milioane de dolari americani. Dar acest lucru s-a îmbunătățit după ce filmul a apărut pentru media de acasă (home media) și pe serviciile de streaming și de atunci a devenit un film idol.

## Distribuție
- James Badge Dale - James Lasombra
- Marin Ireland - Nora Quail
- Stephen Root - Arthur Parsons
- Ron Canada - Detective Villiers
- Robert Aramayo - Garrett
- Joel Courtney - Brandon Maibaum
- Sasha Frolova - Amanda Quail
- Evan Jonigkeit - Greg
- Virginia Kull - Ruthie
- Samantha Logan - Davara Walsh
- Jessica Matten - Fiona
- Phoebe Nicholls - Nurse Allerton
- Aaron Poole - Paul
- Owen Teague - Duncan West